# Ricardo Baeza Rodríguez
Ricardo Baeza Rodríguez es un Matemático de la Universidad de Chile. Matemático de la Universidad de Hamburgo y Doctor en recursos naturales de la Universidad del Sarre, Alemania. Reconocido por sus trabajos en álgebra, Teoría algebraica de formas cuadráticas y Teoría de números, por los cuales ganó el Premio Nacional de Ciencias Exactas de Chile en el año 2009. Desde 1983 forma parte de la Academia Chilena de Ciencias.

## Biografía

### Información general
Pasó una infancia tranquila con su familia, siempre cercano a la naturaleza y al campo. En 1952 viaja a estudiar a Santiago, en el colegio Luis Campino.  A los 14 años se enamora de las matemáticas - en la entrevista de su vida en el programa Mentes Brillantes, del Consejo Nacional de Televisión (CNTV), Baeza explica como tomó la decisión de ir a estudiar matemáticas puras a Alemania, ya que en Chile no se había desarrollado la carrera, la única más cercana en esa época era la carrera de ingeniería, que no le interesaba estudiar.  En Alemania ingresa como becado a la Universidad de Hamburgo en 1960.
En esa institución tuvo importantes experiencias con destacados profesores alemanes, adaptándose bien a la comunidad alemana.  Sin embargo, siempre pensó que tenía algo de arraigo en su tierra de origen y vuelve a Chile en 1979, en plena Dictadura militar (Chilena), integrándose a la Universidad de Chile. Aquí se desempeñó como docente y conoció a su esposa María Inés Icaza, también matemática y actual vicerrectora de la Academia de la Universidad de Talca.  Con ella tuvo dos hijas, Ignacia y Amalia.
Actualmente vive en la región del maule trabaja en la Universidad de Talca en la Región del Maule, se radica e impulsa el instituto de matemática y física en la Universidad de Talca, logrando hacerlo uno de los centros especializados más importantes a nivel nacional.
Es autor de numerosas publicaciones que han sido destacadas en los medios nacionales e internacionales. Frecuentemente concurre como docente invitado a universidades chilenas y extrajeras y como expositor a congresos y conferencias relacionadas con las matemáticas, ha logrado resolver problemas abstractos que no tenían solución, y el solo hecho de resolverlos le han otorgado reconocimiento mundial y según sus propias palabras sus más grandes amores son las matemáticas, su familia y la naturaleza.
Es director y presidente de la sociedad de matemáticas de Chile. Creó programas de magíster y doctorado en matemáticas de la Universidad de Talca, también dicta clases en el programa de postgrado de Magíster y Doctorado en Matemáticas, imparte el curso de Teoría de Nudos y anteriormente Teoría de Galois y Geometría diferencial de la Universidad, también ha participado en la comisión presidencial en materias científicas y en la comisión asesora presidencial en materias de energía nuclear. 
Cabe consignar, que el Dr. Baeza durante el año 2007 fue nombrado por la Presidenta de la República como miembro de la Comisión Asesora Presidencial en Materias de Energía Nuclear y se ha desempeñado como Director y Presidente de la Sociedad de Matemática de Chile. También es Miembro de Número de la Academia Chilena de Ciencias y de la American Mathematical Society. 
El año 2016  INACAP Talca inaugura Año Académico con clase magistral de Ricardo Baeza Premio Nacional de Ciencias Exactas.“El balance de la actividad es sumamente positivo, ya que cumplió con el objetivo que era poder contar con la activa presencia de los actores con los cuales nos vinculamos, pudiendo ser para ellos un real aporte a través de nuestro quehacer académico. La charla dictada permitió acercar a los presentes desde sus orígenes a un tópico tan complejo como lo es la matemática, en un grato ambiente de aplicación y práctica”, sostuvo el Vicerrector, Juan Ponce.

## Estudios
1975 - Diplomado en matemáticas en la Universidad de Hamburgo.
1979- Doctorado en la Universidad de Saarlandes.

## Trayectoria
- Ejerce como profesor en Alemania, entre 1977 y 1979 en la Universidad de Saarlandes.
- Por 20 años se mantuvo como profesor titular de la Universidad de Chile hasta 1999.
- A partir de 1999, se integró a la Universidad de Talca.
- Miembro de la Comisión Asesora Presidencial en Materias Científicas 1995 - 2000.
- Miembro Comisión Asesora Presidencial en Materias de Energía Nuclear 2007 - 2008.
- Reconocimiento  Fellow de la AMS, sociedad patrocinadora de Matemáticas 2013.

### Contribuciones y carrera científica.
Documentos e investigaciones publicados desde el año 1972 como autor principal en SCOPUS.
- On the unimodularity of minimal vectors of Humbert forms, 2004
- Hermite's constant for quadratic number fields, 2001
- On humbert-minkowski's constant for a number field, 1997
- The Norm Theorem for Quadratic Forms Over a Field of Characteristic 2, 1990
- Sums of squares of linear forms, 1986
- On the Witt-equivalence of fields of characteristic 2, 1985
- On the Arf Invariant of Quadratic Forms and of Knots, 1984
- Comparing u-invariants of fields of characteristic 2, 1982
- Discriminants of polynomials and of quadratic forms, 1981
- Über die Stufe von Dedekind Ringen, 1979
- Über die Stufe eines semi-lokalen Ringes, 1975
- Eine Bemerkung über Pfisterformen, 1974
- Ein Teilformensatz für quadratische Formen in Charakteristik 2, 1974
- Annullatoren von Pfisterformen über semilokalen Ringen, 1974
- Über die Torsion der Witt-Gruppe Wq (A) eines semi-lokalen ringes, 1974
- Eine Zerlegung der unitären Gruppe über lokalen Ringen, 1973
- Eine Bemerkung über quadratische Formen über einem lokalen Ring der Charakteristik 2, 1972

Además tiene colaboraciones en otras 10 publicaciones .

## Distinciones y reconocimientos
- Año 2009 le fue otorgado el Premio Nacional de Ciencias[6] por "su trabajo fundacional en la matemática chilena y su contribución del más alto nivel mundial al álgebra y la teoría de los números" en el marco de la conmemoración de los 30 años de Conicyt. este reconocimiento fue por haber obtenido al menos diez proyectos Fondecyt continuados y sin rechazo con 28 años de trabajo permanente. Siendo un Premio Nacional de Ciencia que no ejerce en la Universidad de Chile o en la Universidad Católica

- Año 2013,  Baeza viaja para recibir la distinción que se entregará en el Anual Meeting de la AMS[7] que actualmente coopera con 130 países, en enero de 2013 también es el único chileno en la categoría de Fellow de la AMS,  Esta Sociedad patrocina las matemáticas, no sólo en Estados Unidos, sino que en todo el mundo. Categorías y premios como éste, buscan fomentar y reconocer las contribuciones en el área. sólo comparte este reconocimiento con otro profesor en el país, el investigador argentino de la Universidad de Concepción, Rodolfo Rodrígue. La sociedad americana, AMS, la fundo Thomas Fiske en el año de 1888 como New York Mathematical Society esta sociedad se convirtió en una entidad nacional y luego Internacional.